# 荣誉司令

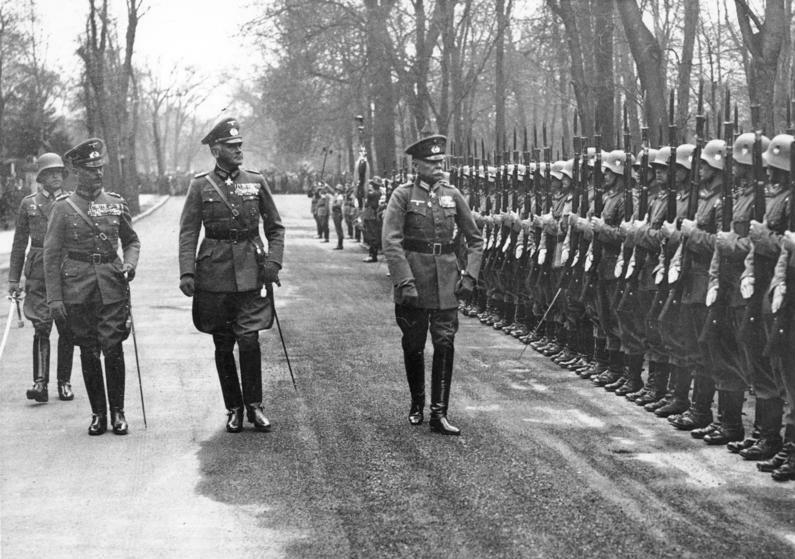
1936 年 4 月 22 日在纳粹德国柏林- 冯·塞克特上将与帝国陆军部长冯·布隆伯格陆军元帅一起走在第 67 团荣誉连的前面。

名譽司令或荣誉司令（英語：Colonel-in-Chief）在英聯邦國家軍隊是指一個軍團的守護人，傳統上是由皇室成員來擔任。荣誉司令不需要像正式的司令一樣負責團內的職務，但是他有必要瞭解團內正在進行的重要活動，並不定時到團內巡視，維持軍隊與皇室之間的聯繫。目前的英國陸軍，有兩位外國君主在英國的團內擔任這個職位：
- 約旦國王：輕龍騎兵團[2]
- 丹麥女王：威爾斯親王皇家團（女王親轄與王室漢普郡）（英语：Princess of Wales's Royal Regiment）[3]

這個職位雖然傳統上是由皇室成員來擔任，最終的選擇卻是由軍團本身來決定，例如帕特里夏公主加拿大輕步兵團的名譽上校應是由威靈頓公爵擔任，軍團卻曾經邀請加拿大總督伍冰枝成爲軍團的荣誉司令。